# Rally Fusion: Race of Champions
Rally Fusion: Race of Champions es un juego de carreras desarrollado por Climax Brighton y publicado por Activision para PlayStation 2 y Xbox en 2002. Iba a haber un port para GameCube, pero finalmente se canceló.

## Jugabilidad
El juego estaba basado en la Carrera de Campeones celebrada en Gran Canaria, contó con 19 autos diferentes como el Lancia 037, el Peugeot 306 Maxi y el ROC buggy. Se usaron 19 pistas diferentes, pero muchas nunca aparecieron en la verdadera carrera de campeones.